# Cách mạng Nga
Cách mạng Nga là một biến động chính trị và xã hội tại Nga bắt đầu từ năm 1917. Nó chứng kiến sự bãi bỏ chế độ quân chủ và việc hình thành một chính quyền xã hội chủ nghĩa sau khi trải qua cuộc cách mạng tư sản tháng Hai (theo lịch cũ), rồi cách mạng vô sản tháng Mười, ngay sau đó là nội chiến. Liên bang Xô-viết chính thức được thành lập vào cuối năm 1922.

## Bối cảnh
Trong Chiến tranh thế giới thứ nhất, nước Nga phải trải qua nạn đói và sụp đổ kinh tế. Quân đội mất tinh thần của Nga phải chịu nhiều cuộc thoái trào quân sự ghê gớm, và nhiều binh sĩ rời bỏ trận địa. Bất mãn với chế độ quân chủ chuyên chế và chính sách tiếp tục leo thang chiến tranh của nó. Hoàng đế Nikolai II thoái vị vào tháng 2 năm 1917, đế quốc Nga cáo chung.
Cách mạng Nga (1905) được cho là yếu tố chính dẫn đến cuộc cách mạng 1917. Sự kiện ngày chủ nhật đẫm máu đã làm dấy lên phong trào biểu tình. Một hội đồng của người lao động được gọi là St Petersburg Liên Xô đã được thành lập trong tất cả biến cố này, và bắt đầu cho cuộc biểu tình chính trị cộng sản.

### Thay đổi về kinh tế và xã hội
Một lý thuyết cơ bản về tài sản, nhiều người nông dân tin rằng là đất đai phải thuộc về những người làm việc trên đó. Đồng thời, cuộc sống của nông dân và văn hóa đã được thay đổi liên tục. Thay đổi đã được tạo điều kiện bởi sự gia tăng cơ học của số người dân nông dân di cư đến và đi từ môi trường công nghiệp và đô thị, mà còn bởi sự ra đời của văn hóa thành thì truyền vào các làng thông qua hàng hóa vật chất, báo chí, và truyền miệng.
Công nhân cũng có lý do chính đáng cho sự bất mãn: nhà ở đông đúc với điều kiện vệ sinh thường tồi tệ, giờ làm việc kéo dài (vào đêm trước của cuộc chiến tranh, trung bình một ngày làm việc 10 giờ, một tuần sáu ngày và nhiều người đã làm việc 11-12 giờ một ngày năm 1916), rủi ro chấn thương và tử vong liên tục do điều kiện an toàn và vệ sinh lao động rất kém, kỷ luật hà khắc, và mức lương trung bình không đủ sống. Quan trọng nhất, sống ở thành phố, họ đã được tiếp xúc với những ý tưởng mới về trật tự xã hội và chính trị.
Nền kinh tế Nga vốn lạc hậu nên không chịu được cường độ cao của cuộc Thế chiến 1. Lệnh tổng động viên 10 triệu người tham gia nhập ngũ đã làm cho sản xuất nông nghiệp thiếu nhân lực nghiêm trọng nên ngày càng suy thoái. Từ năm 1916 đến 1917 sản lượng lương thực giảm 20%. Nạn mất mùa, đói kém xảy ra khắp nơi. Với giá lương thực đắt đỏ, trong suốt năm 1916, người lao động ở đô thị Nga chỉ ăn trung bình khoảng từ 200 đến 300 gram lương thực cho mỗi ngày. Năm 1917, dân cư ở các đô thị của Nga được phép mua chỉ 450 gram bánh mỳ cho mỗi người lớn, mỗi ngày.
Sản xuất công nghiệp cũng đình đốn trong chiến tranh nên nạn thất nghiệp tăng nhanh. Tới mùa thu năm 1917, nước Nga đã lâm vào một cuộc khủng hoảng kinh tế và chính trị hết sức trầm trọng. Sản xuất công nghiệp chỉ bằng 36,4% so với năm trước. Đến thời điểm này, triều đình Nga hoàng đã không còn khả năng thống trị nữa và nước Nga tiến sát tới một cuộc cách mạng.

## Cách mạng Tháng Hai
Một chính phủ lâm thời được thành lập, do Hoàng thân Georgy Yevgenyevich Lvov lãnh đạo, sau đó bởi Aleksandr Kerensky, nhưng vẫn tiếp tục tham gia thế chiến I. Chính phủ lâm thời không thể ban hành các cải cách đất đai theo yêu cầu của tầng lớp nông dân, những người chiếm hơn tám mươi phần trăm dân số.
Bên trong quân đội, binh biến và đào ngũ lan tràn trong binh sĩ; giới trí thức không bằng lòng với tốc độ cải cách chậm chạp; nghèo đói lan rộng; sự chênh lệch và bất bình đẳng trong thu nhập càng tăng cao trong khi chính phủ lâm thời càng ngày càng chuyên quyền, độc đoán và có vẻ biến dần thành một hội đồng quân sự. Các binh sĩ đào ngũ quay trở lại các thành phố và trao vũ khí của họ cho các công nhân xã hội trong các nhà máy đang giận dữ.1903, Lenin thành lập đảng công nhân xã hội dân chủ Nga.9-1-1905, 14 vạn công nhân ở Saint Petersburg đưa yêu sách lên Nga hoàng nhưng bị đàn áp đẫm máu.

## Cách mạng Tháng Mười
Trong cách mạng, những người Bolshevik đã thông qua khẩu hiệu phổ biến "tất cả chính quyền về tay Xô viết!" và "ruộng đất, hòa bình và bánh mỳ!". Các Xô viết là các hội đồng được thành lập tại các địa phương trong một thành phố với các đại biểu được bầu từ công nhân trong nhiều nhà máy và các ngành khác. Các Xô viết là các hội của dân chủ nhân dân trực tiếp, mặc dù chúng không có vị trí chính thức về quyền lực trong chính phủ lâm thời, chúng sử dụng ảnh hưởng lớn từ trái tim và khối óc của tầng lớp lao động.
Sau cách mạng, giới lãnh đạo đảng đặt ra một hiến pháp công nhận quyền lực của các Xô viết địa phương. Hội đồng lập pháp cao nhất là Xô viết tối cao. Cơ quan hành pháp cao nhất là Bộ chính trị (xem Tổ chức của Đảng cộng sản Liên Xô).
Lãnh đạo đầu tiên của Nga Xô viết là Vladimir Iliych Lenin, người lãnh đạo nhóm tư tưởng Bolshevik của những người cộng sản. Áp lực quần chúng xui khiến Lenin tuyên bố Bolshevik nắm quyền lực vào tháng mười 1917. Một trong những việc làm đầu tiên của chính phủ cộng sản là rút lui khỏi Chiến tranh thế giới thứ nhất. Tiếp theo Hòa ước Brest-Litovsk, Nga Xô viết chuyển giao phần lớn Ukraine và Belarus cho Đức. Lenin đã lãnh đạo cuộc khởi nghĩa thành công vào năm 1918 tại Nga. Cách mạng xã hội chủ nghĩa tháng mười đã giành thắng lợi hoàn toàn trên nước Nga rộng lớn.
Cách mạng dân chủ tháng 2 năm 1917 đã lật đổ chế độ Nga hoàng, Song cục diện chính trị đặc biệt lại diễn ra ở Nga: Hai chính quyền song song tồn tại - Chính phủ lâm thời và các xô viết đại biểu công nhân, nông dân và binh lính.
Trước tình hình này, Lenin và đảng Bolshevik đã chuẩn bị kế hoạch tiếp tục làm cách mạng, dùng bạo lực lật đổ Chính phủ lâm thời, chấm dứt tình trạng hai chính quyền song song tồn tại. Trong lúc đó, Chính phủ lâm thời vẫn theo đuổi cuộc chiến tranh đế quốc, bất chấp sự phản đối mạnh mẽ của quần chúng nhân dân.
Đầu tháng 10, không khí cách mạng bao trùm khắp nước Nga. Ngày 7-10 (20-10), Lenin bí mật rời Phần Lan về Petrograd, trực tiếp chỉ đạo công việc khởi nghĩa vũ trang giành chính quyền. Những đội vệ binh đỏ được thành lập. Kế hoạch khởi nghĩa được vạch ra cụ thể, chu đáo và hết sức nhanh chóng.
Đêm 24-10 (6-11), Lenin đến điện Smolny trực tiếp chỉ huy cuộc khởi nghĩa. Ngay đêm đó, quân khởi nghĩa đã chiếm được toàn bộ Petrograd, và bao vây Cung điện Mùa Đông, nơi ẩn náu cuối cùng của Chính phủ lâm thời. Đêm 25-10 (7-11), Cung điện Mùa Đông bị chiếm, các bộ trưởng của Chính phủ bị bắt, Chính phủ lâm thời sụp đổ hoàn toàn.
Tiếp đó, khởi nghĩa giành thắng lợi ở Moskva và đến đầu năm 1918, cách mạng xã hội chủ nghĩa tháng Mười đã giành được thắng lợi hoàn toàn trên đất nước Nga rộng lớn.